# Francis Edwards
Francis Edwards, 1er baronnet (28 avril 1852 - 10 mai 1927) communément connu sous le nom de Frank Edwards, est un homme politique du Parti libéral britannique.

## Biographie
Il est le quatrième fils d'Edward Edwards de Llangollen, et fait ses études à la Shrewsbury School et au Jesus College d'Oxford (diplômé en 1875). Il se marie en 1880 avec Catherine, fille de David Davis d'Aberdare ; le couple a une fille.
Il est élu député libéral du Radnorshire en 1892. Edwards est un libéral déterminé et un partisan du Disestablishment de l'Église au pays de Galles, dont il est membre. En 1894, Edwards se joint à David Lloyd George, David Alfred Thomas et Herbert Lewis pour démissionner du groupe libéral en signe de protestation contre le retard du gouvernement de Lord Rosebery à introduire une mesure de désétablissement gallois. Il est parent d'A. G. Edwards (en), évêque de St Asaph et premier archevêque du pays de Galles.
Battu en 1895, Edwards ne joue aucun rôle dans la lutte pour unir le libéralisme gallois sous les auspices de Cymru Fydd. Edwards semble avoir été considéré comme sous l'influence "maléfique" de David Alfred Thomas par Lloyd George et Herbert Lewis. En 1898, il est haut shérif du comté. En 1900, Edwards se présente dans le Radnorshire sur une plate-forme d'opposition à la guerre des Boers et est réélu au parlement.
Il est créé baronnet de Knighton dans le comté de Radnor le 25 juillet 1907. 
Edwards publie un volume de poésie galloise intitulé Translations from the Welsh en 1913. Il ne se présente pas en 1918, la circonscription de Radnorshire ayant été fusionnée avec Brecon.
Il est juge de paix et sous-lieutenant du Radnorshire.